# (400155) 2006 VZ30
(400155) 2006 VZ30 es un asteroide perteneciente al cinturón de asteroides, descubierto el 20 de octubre de 2006 por el equipo del Mount Lemmon Survey desde el Observatorio del Monte Lemmon, Arizona, Estados Unidos.

## Designación y nombre
Designado provisionalmente como 2006 VZ30.

## Características orbitales
2006 VZ30 está situado a una distancia media del Sol de 2,626 ua, pudiendo alejarse hasta 3,346 ua y acercarse hasta 1,906 ua. Su excentricidad es 0,274 y la inclinación orbital 2,334 grados. Emplea 1554,84 días en completar una órbita alrededor del Sol.

## Características físicas
La magnitud absoluta de 2006 VZ30 es 17,2.